# Stepholidina
(−)-Stepholidina es un compuesto químico natural que se encuentra en la hierba Stephania intermedia. Stepholidina tiene acción farmacológica dual, al ser antagonista de receptores D2 de dopamina y agonista D1, y ha mostrado actividad antipsicótica en estudios con animales.